# Sainte-Marie-en-Chaux
Sainte-Marie-en-Chaux är en kommun i departementet Haute-Saône i regionen Bourgogne-Franche-Comté i östra Frankrike. Kommunen ligger i kantonen Saint-Sauveur som tillhör arrondissementet Lure. År 2022 hade Sainte-Marie-en-Chaux 161 invånare.

## Befolkningsutveckling
Antalet invånare i kommunen Sainte-Marie-en-Chaux
| Referens: INSEE |